# 14K
14K 是香港一個三合會犯罪組織。其起源可追溯至國民黨葛肇煌中將，他於1945年佔領了廣州洪門幫會「洪發山」的會址，並將其改組為國民黨的反共情報機構，命名為「洪發山忠義堂」。國共內戰後，該組織遷移至香港，並改名為「14K」，最終發展為一個犯罪組織。
「14K」、「新義安」及「和勝和」被稱為三大香港黑幫。。

## 概況
1980年代，14K的成員在全球曾多達200萬人。1990年代，勢力向中國大陸擴展，是全球最大的黑幫之一。現在估算成員人數大約有10至15萬人。
14K的主要收入源自國際規模的販毒活動，從中國及東南亞進口海洛因、鴉片及製作軟性毒品走私到全球。經營地下賭博、洗黑錢、販運軍火、操縱賣淫、偷運人蛇、敲詐及身份盜竊等。
除香港及澳門外，14K活躍於中國的廣東、四川、廣西壮族自治區、西藏、新疆、黑龍江省；另外還有東南亞國家、台灣、日本，韓國及歐美的華人社區，部份地區更設有聯營公司。

## 譜系

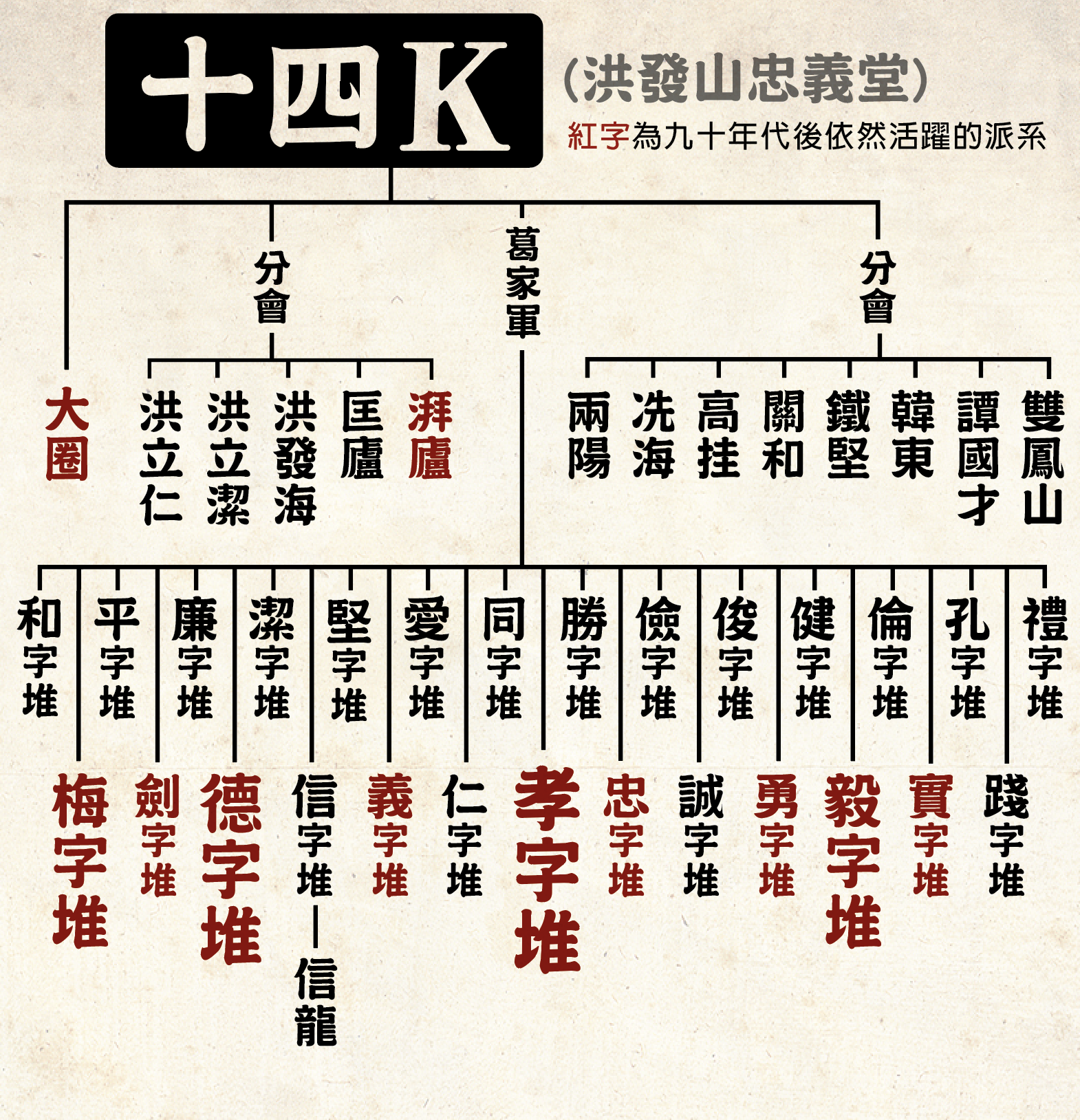
十四K 譜系表

14K的前身「洪發山忠義堂」於1945年在廣州創立，由「龍頭」領導。草創時期設有多名「二路元師」作為核心高層，其下幫眾分為八個「字堆」：「忠、孝、仁、愛、信、義、和、平」，每個字堆由一名堂主負責，堂主之下則各有「紅棍」(武鬥事務官）與「白紙扇」(文書財務官），採用軍統體制，層層管理。到了1949年後，忠義堂遷至香港，逐漸擴展至超過36個字堆及分會。九十年代後較為活躍的包括「忠」、「孝」、「仁」、「實」、「德」、「勇」、「毅」、「梅」、「劍」、「湃𠫂」及後來在廣州創立的「大圈」派系等。
其中，「孝」字堆源於深水埗九江街，被視為正統的龍頭直屬派系。
14K由葛肇煌及其長子葛志雄為「龍頭」統導，2010年葛志雄逝世，短暫由「大哥游」及「劉國安」先後接任龍頭，但2014年劉國安逝世後，便一直再沒有統領組織的承繼者，各「字堆」之間的聯繫更為鬆散，派系之間經常出現鬥爭失控情況。

## 命名
14K的「14」是指其發源地廣州西關宝華路14号，而「K」就是國民黨（Kuomintang）的首字母。另有以下一些江湖傳言說法：
- 一說「K」是指「洪發山忠義堂」的發源地廣州（Kwang Chow）[12]。
- 又有說「K」是指14K在香港的發源地九龍九江街（Kowloon- Kiu Kiang Street）[13]
- 又有說「K」是指葛肇煌的葛姓「Kot」。
- 亦有指「14K」是代表「14K金」，即黃金含量=58.5%的合成K金（Karat（英语：Fineness）），14K金比一般的黃金更為堅硬，喻意組織的強大[2]。

14K其他別稱：

「14號」、「條四」、「孖吉」、「孖七」、「冧把」、「Number」、「中二堂」

## 歷史背景
14K的歷史要由其前身「洪門洪發山忠義堂」說起。

### 二戰時期，特務組織「忠義堂」成立
洪門「洪發山」是民國時期廣州有規模的三合會，源出於廣西南寧的洪門「大洪山」。
1938年，二戰期間，大日本帝國佔領廣州。當時廣東洪門三合會勢力眾多，包括「洪發山」、「天寶山」、「萬寶山」及「通洞山」等，日軍廣東特務機關長矢崎勘十將軍察覺三合會的影響力，因此決定加以利用。他聯合汪精衛政權的廣東官員郭衛民、李蔭南、馮壁峭，吸納歸國的天地會華僑，召收廣東洪門幫派成員，成立「洪門五洲華僑總會-西南分會」（簡稱「西南本部」），替日軍蒐集情報、維持地方秩序，強迫民工繳交入會費。然而，廣東的洪門幫派對於日本勢力的介入出現意見分歧，其中「洪發山」部分成員選擇秘密參與抗日活動，另一部分成員則加入了「西南本部」。因此「洪發山」的會址在抗戰期間被「西南本部」佔用了作總部。
直至1945年，二戰結束，日軍宣佈無條件投降，國民政府軍統局局長戴笠命令國民革命軍第93師營長葛肇煌中將帶兵佔領了「洪發山」會址，即廣州市西關寶華路14號，並公佈葛肇煌為廣東「洪門」首領（龍頭），統領「洪發山」及廣東所有洪門成員。他吸納了「西南本部」兩百餘幹部，又以葛系軍兵為核心成員而創立新的「洪門」組織，改稱「洪發山忠義堂-珠江水-白雲香」(或俗稱忠義會)，目的是利用三合會網絡發展成國民黨軍統以外的情報機構。

### 戰後遷至香港，14K成立
1945-49年，國共內戰爆發，葛肇煌任「華南人民反共救國軍-粵桂邊剿匪總部」總指揮，寇世銘（後來14K的二路元帥）任副總指揮，鍾孝仁（後來14K的堂主）任參謀長，向前（後來「新義安」的創辦人）任副參謀，並以「洪發山忠義堂」之名在廣州展開情治活動，打擊共產黨勢力。由於改變了「洪發山」原本同胞互助幫會的性質，部分正宗「洪發山」元老離開了總會，另立洪門堂口。
1949年，國民黨於內戰節節敗退，蔣介石和國民黨政府退守台灣，「洪發山忠義堂」成員各自奔逃到臺灣、香港、澳门以至東南亞等地。葛肇煌中將帶領社團遷移到香港，把許多舊部集合，尊蔣中正為元首，開始在香港的反共任務。
葛肇煌打算像廣州忠義堂一樣，統合香港所有洪門。但由於當時香港早已有本土洪門堂口，亦有些剛遷港的洪門派系，他們反對葛肇煌自稱正宗洪門龍頭，暗指「葛家軍」一眾只是1945年後的政治產物，並非正統的洪發山幫員，故發生了排斥葛家軍事件。但因為葛家軍有臺灣政府的資金支持，加上原本軍人出身的準軍隊組織力與武裝能力，各個堂口人馬與葛家軍相比之下實力不足，葛肇煌以武力鎮壓香港本土洪門派系，並統合了部分剛剛遷港的洪門堂口，將這些非葛家軍的堂口設立成分會，葛肇煌成為香港「14K」創幫開山人。
由於葛肇煌的門生盤達生已跟隨國民政府軍於台北把「洪發山忠義堂」註冊為合法社團，故坊間會改稱葛家的幫會為「14K」，以作區別。
「14K」傳承清朝洪門的各種秘密幫規、儀式、獨有的三合會切口詩和文化，加上外來的政治特務背景，因此在香港各個幫會中最具神秘色彩。

忠義堂招牌詩：

「龍飛鳳舞振家聲，招牌一出動天庭；

K金十四為標記，誓保中華享太平。」
 另有版本：

「龍飛鳳舞振家威，招牌一雷響天下；

 K金自號為標記，十四正氣保中華。」

### 初到香港，龍頭逝世
1949年，14K初抵香港後，將總堂口設於深水埗九江街，然而，其勢力主要紮根於荃灣、東九龍及調景嶺的臨時寮屋區。這些地區是戰後大量難民的聚居地，難民人口高達60萬人。對於這人生地不熟的新移民而言，加入互助幫會是在治安欠佳的寮屋區中尋求庇護的方式。估計在1950年代初，14K會員已有8萬人。
1950年，葛肇煌被港英政治部扣查，指控他從事非法特務活動，被港英政府遞解出境。葛肇煌先後居於海南及台灣，並交付「信」字堆的頭目暫管幫務，期間「14K」分裂出「洪立仁」和「洪立潔」等分支。到1951年，台灣國民黨與港英政府協商後，承諾聯合圍堵共產黨而不挑戰港英政權，於是讓葛肇煌重回香港。由於「洪發山忠義堂」被港英政府定性為三合會犯罪組織，此後，幫會都改用別稱「14K」作公司註冊名號。
14K由龍頭葛肇煌創立之初，他一直遏制香港幫員涉足黃、賭、毒等犯罪活動。 然而， 1953年7月葛肇煌因腦充血在香港逝世，長子葛志雄（綽號「太子」）繼任第二代龍頭後，14K各字堆一時失去秩序，加上幫員聚居在環境擠迫惡劣的寮屋區，欠缺治安管理，各個幫會分支迅速演變為犯罪組織。1953-1955年，亦有很多從「14K」分拆出的地區性小型黑幫，比如：「九子連環」、「荃灣十八虎」及粉嶺的「八大仙」等。

### 龍頭太子大展拳腳
1954年，「粵東幫」準備在元朗插旗建立據點，但第二代龍頭葛志雄（太子）不願讓出元朗地盤，又因深水埗賭檔利益與「粵東幫」發生衝突。於是在1955年，葛志雄率領三大「二路元帥」葉素平、陳仲英及陳清華，與旗下300多名刀手，直衝「粵東幫」的石硤尾根據地。兵分多路，以壓倒性暴力將他們打敗。經此戰役，不只趕出了「粵東幫」、擴大地盤，也正式穩固了葛志雄在14K的龍頭地位。

### 雙十暴動，名聲大噪
1956年，香港右派（親國民黨）工會策劃了雙十暴動。在「和安樂（水房）」及「14K」的參與下，事態迅速升級為嚴重的暴力衝突。三合會成員趁機縱火焚車、集體搶劫，甚至殺害市民以製造恐慌，並與親共派人士發生激烈械鬥。事件最終導致約60人喪生，超過300人受傷。1957年，港英政府將14K列為非法三合會組織，並成立了專門對付黑幫活動的反黑組，加強對三合會的偵查與打擊。

雙十暴動後，港英政府大規模遞解14K頭目，包括龍頭葛志雄及幾名二路元帥，他們選擇了台灣或澳門作為落腳點。有些人避幾年風頭便回港，有些14K頭目留在澳門創立了堂口「梅」字堆，績極擴張勢力，涉及販毒和賭業。這批澳門成員被編在「廣東反共救國軍- 粵中指揮部第十六路軍」內，每月領受國民黨軍餉津貼。直至1964年，十六路軍司令程一鳴向中共投誠，國民黨始向澳門14K斷絕經費。
經歷「雙十暴動」後，14K更聲名大噪。1950年代，其勢力已足以與當時香港本土幫派「和字頭派系」抗衡。自1960年代起，14K長期穩居全港規模最大的三合會組織。

### 黑道跨幫派聯盟
1950-1960年代，曾出現兩個傳奇的跨幫派聯盟。「黑道十二金釵」及「九龍十八虎」
「黑道十二金釵」由十二名手段狠辣的女子組成。首領是陳燕，她是14K內八堂「愛」字堆女堂主齊瑋文的門生，甚有江湖地位。另外11名女成員分別屬於「14K」、「和安樂」、「單義」、「聯英社」及「同新和」等組織，活躍於九龍城寨、土瓜灣及灣仔。民間相傳，她們曾經利用美人計陷害「東福和」社團頭目，攔截土瓜灣毒枭「盲毛海」奪取毒品，嫁禍其他社團，甚至犯下劫殺案件，成為香港黑幫史的奇特傳說。
「九龍十八虎」則是由十八位重量級黑幫人物所組成的小集團。集團由「14K」雙花紅棍陳海為首，聯結十七位來自九龍區「14K」、「和安樂」、「東聯社」、「和勝和」、「和勝義」、「和義堂」及「同新和」的大哥，成員都是坐館、揸數或二路元帥，地位極高。這些人燒黃紙結拜成兄弟，彼此承諾禍福與共，團結對外，協調地下黃賭毒產業。震懾九龍區警方與其他的幫會，一時聲勢浩大，對於未加入的堂口形成巨大壓力。然而，最終難敵利益衝突，「十八虎」成員之一「14k」白紙扇「師爺譚」疑因經濟利益觸犯拜兄「東聯社」坐館「沙皮狗」地盤，被打手痛毆致死，事件震撼當時黑幫圈。警方雖曾介入調查，卻因當時社會局勢混亂，警察貪腐，加上死者朋輩拒絕透露襲擊者身分，案件最終不了了之。

### 慈雲山十三太保
1970年代，街童組織「慈雲山十三太保」在香港慈雲山邨發跡，14K的「二路元帥」陳仲英把「十三太保」納入為旗下直屬門生。他們全盛期活躍於九龍城寨，從事黃賭毒生意。

### 發展成國際販毒黑幫
國共內戰後，部分國民黨軍隊從雲南省撤退至緬甸，當時的緬甸政府力量薄弱，無法全面控制其國土。國民黨軍佔據了的緬甸地區逐漸成為罌粟種植與鴉片生產的中心 -「金三角」地區。14K 成為其盟友在緬甸種植的鴉片的主要分銷商。六十年代，以「14K」的馬菲士及「和安樂」的陳文超(沙塵超）為首，合作從事香港製毒生意，並將毒品走私運往香港、台灣及東南亞各地。
1970年，由「孝」字堆領軍，把14K勢力由香港擴展到荷蘭阿姆斯特丹唐人街。控制了荷蘭多個城市的中餐館作毒品轉運站。荷蘭警方認為，14K在1987年完全掌控了比荷盧三國的海洛因進口。14K從泰國黑幫「飛虎堂」進口毒品原材料，在香港加工提煉成海洛因及興奮劑後，走私到荷蘭，14K堂口被劃分為每組七至十人的小型細胞組織，主要在阿姆斯特丹運作，充當毒品轉運站，將海洛因運往歐洲其他地區。其中布魯塞爾、安特衛普和巴黎成為其重要14K堂口。
14K日本堂口與日本黑道「山下幫」結盟，把海洛因進口到日本。又開始於英國、美國及南非等開發堂口，建立國際走私貨品及毒品交易網絡。

### 赴日本跨國復仇
1972年，「14K」走私集團秘密運送一批價值一百七十萬元的名牌手錶至日本，然而貨物抵達後，卻遭到當地黑幫「山下幫」以黑吃黑的方式劫走。此事令該走私集團的頭目謝二姑大為震怒。謝二姑，原為「愛」字堆女堂主齊璋文的得意門生，為奪回損失並報復對方，據說，她以每人一萬五千元的高價，召集十名年輕且身手兇狠的打手，展開一場跨國復仇行動。
這批殺手以遊客身份陸續抵達日本，在當地「14K」勢力的協助下，成功鎖定目標，對參與劫貨的「山下幫」成員展開血腥襲擊。行動最終造成對方兩人身亡、四人重傷，這場跨海復仇亦震動日本黑道。日本警視廳聯同香港警察跨國輯兇，但至今仍未有人落網。

### 滲透至香港電影界
八九十年代，香港黑幫轉型從事夜總會、的士高、卡拉ok舞廳、販賣盜版光碟及軟性毒品市場。甚至滲透至影視娛樂產業。
1988年，香港14K成員兼武打演員陳惠敏涉藏槍案，警方於其住所搜出手槍及子彈。其妻吳國英承認槍械屬於自己，試圖頂罪，最終她被判監兩年。事發後，陳惠敏一度淡出江湖，轉投電影事業。

1990年4月24日，女演員劉嘉玲遭綁架，失蹤三小時後獲釋。她聲稱僅被搶劫少量現金及手錶，並要求警方撤案。2002年，《東周刊》刊登其遭綁期間的不雅照片，事件引發輿論譁然，演藝界群起聲討，最終導致該雜誌停刊。此案背後被指涉及14K成員，但具體詳情至今仍未明朗。
1992年，香港著名武打演員成龍的車行公司遭遇黑社會組織14K破壞及搶掠。事件起因於成龍公開支持反對黑社會暴力的運動，並參與了「全港演藝界抗議影圈暴力行動」遊行活動，反對三合會控制電影拍攝和勒索保護費。懷疑因此激怒了黑幫，導致他們對成龍的公司報復。

### 改革開放，勢力分散，各自為政
1980年後，中国大陸開始改革開放，乘著經濟起飛，部分14K頭目北上中國發展走私生意，已很少扯上政治議題，台灣中華民國政府當局方面亦停止軍餉資助14K。。
到1990-1997年代，香港主權移交中國前夕，兩大親國民黨三合會「14K」及「新義安」的頭目在被中共招安後逐漸轉向低調，14K龍頭葛志雄專心經營丁屋發展，幫內事務交由各字堆話事人主理，各自為政，部分14K首腦人物害怕1997年後會受政府打壓，移居東南亞或歐美設立分會，擴展海外地盤。部分14K成員則開始向中國大陸發展。據2001年統計，香港主要成員約有20萬人 ，估計2010年時為全球最大的華人黑幫之一。。

### 澳門 14K 肆虐
1995年，澳門「和安樂」賴東生（綽號水房賴）與「14K梅字堆」尹國駒（綽號崩牙駒）、「14K大圈」譚仁活（綽號四眼牛）及「和勝義」江國良（綽號石岐良）結盟，創辦澳門「四聯體育會」。共同對抗由「14K湃𠫂」的街市偉及「新義安」聯手的外來勢力。四聯合作一直持續到2010年代。
1997年，尹國駒帶領的澳門14K與和安樂（水房）出現劇烈廝鬥，事件造成14人死亡。事後，和安樂曾一度退出「四聯體育會」，「四聯」改名為「三聯」，並重新劃分每個幫會組織在賭場的活動範圍。
1998年，澳門一個露天咖啡座發生一起一死一傷的事件，死者是一名葡萄牙人，案件被指與14K有關連的槍手有關。
1998年5月，當時的葡属澳门政府警察司司長白德安之座駕被炸，尹國駒被指涉案，於第二天高調以涉嫌多宗幫派毆鬥、血案、槍擊案、恐嚇而被捕。1999年，尹国驹被澳門法院裁定以參與黑社會、放高利貸、洗黑錢、擁有軍火、非法賭博等罪名成立入獄，並被判刑15年，後經上訴減刑至13年10個月，期間囚禁於澳門監獄（前稱路環監獄）內一所高度設防之獨立倉。同案10人中的另外8人也被判罪名成立，分別需監禁5年半至10年刑期不等。
2000年後，由於澳門政府打擊黑幫的力度強硬，澳門14K轉移到北美多個城市活躍，如美國的洛杉磯、三藩市和芝加哥和加拿大的溫哥華、卡爾加里和多倫多，還有澳洲的悉尼以及英國倫敦。

### 太子逝世，再無龍頭
2010年，第二代龍頭葛志雄（太子）逝世，其子葛顯德為中學教師，從事教育工作，不願意接管幫會。「大哥游」隨後接任最高領導人，直至2013年去世。臨終前，他將幫務交由「倫敦金教父」劉國安接管，然而劉國安於翌年（2014年）去世，幫內權力真空，派系恩怨複雜，從此也就再沒有明確的龍頭。幫內分派由「陳惠敏」掌控東部，「立章」管理西南，「華生」負責北部。而香港本土幫務則由「九江街同學會」每月舉行會議共同決策。

### 蕭華欲統一14K
2016年，14K頭目蕭華（又名蕭旭成）試圖統一14K幫會，並獲得台灣洪門「五聖山義衡堂」會長劉會進授予「香港龍頭」之職，委任其整編香港洪門幫眾。「孝」字堆話事人立章亦支持統一計劃，然而，此舉遭到陳惠敏、華生及時任「毅」字堆話事人「鬍鬚勇」的強烈反對，最終導致計劃失敗。蕭華在香港多次自稱為洪門龍頭，然而，2017年因自稱三合會社團幹事被香港警方拘捕並起訴，最終罪名成立。此案引起媒體關注，使其內情廣為公眾所知。
香港14K自視為洪門正統，欲效法台灣洪門使其成為合法組織，但受制於香港法例，幾無可能。警方擔憂14K統一後勢力倍增，引發幫派衝突，影響治安，因此須於其壯大前嚴密監控並強力打擊。

## 近代事件

### 天水圍「14K」藏械案
2016年8月，警方在天水圍一間酒店房間內搜出斧頭、伸縮警棍等攻擊性武器，當場拘捕一名綽號「獅子」的男子及兩名少女。據悉，「獅子」為14K中層分子，警方相信事件涉及天水圍區內「和勝和」及「14K」兩幫的私怨，檢獲的武器疑準備用作械鬥。

### 元朗「7‧21」襲擊事件
2019年7月21日，14K被指稱參與「7‧21」元朗襲擊事件，有組織地手持武器無差別襲擊民眾以及反修例運動示威者。事件導致45人受傷、其中1人重傷危殆，警察當天卻沒有對他們進行拘捕。一年後，累計有61人因涉及襲擊事件而被捕，部分參與者有「和勝和」及「14K」黑幫背景。
事件中，知名有黑幫背景的施襲者之一，是綽號「西瓜佬」的陳志祥，他襲擊時任立場新聞女記者何桂藍的暴行被以影像形式正面拍下，是元朗襲擊事件的代表性影像。雖然陳志祥已被香港警方拘捕，但他截至2025年仍未被起訴，原因沒有交代。

### 屯門「14k」搶奪「新義安」地盤仇殺案
2020年7月，屯門發生一宗黑幫仇殺事件。21歲新義安成員周家俊（綽號「阿Bee」）在屯門井財街被14K成員駕車撞倒並拖行數十米，最終被輾斃。事件起因於尖東新義安與14K「德」字堆之間的地盤爭奪和人事糾紛。警方其後拘捕多名涉案人士，包括尖沙咀新義安的頭目。

### 控制KK園區
2023年，據德國之聲記者的調查，緬北詐騙集團的幕後主使為14K老大尹國駒，他也是KK園區實際控制者。报道援引一些消息源称近年来他經由支持中國一帶一路計劃為中國共產黨服務。不过报道也指出中国共产党因KK園区涉诈骗与其撇清关系，并不曾像附近的其它园区一样在一带一路官方报道上提到过它或为它举行过奠基仪式。

### 「田雞東」判刑事件
2023年，14K「德」字堆頭目鄧勵東（綽號「田雞東」，元朗區議員）因涉嫌威脅放火以抗議警方反黑行動，被判入獄11週。事件還包括六名有黑幫背景的被告：胡學霖(綽號「日本仔」)、張銓漢(綽號「囝囝」)、郭贊財、文冠榮、黃繹維和張允耀。

## 海外分支
14K 由1960年代起，擴展勢力到海外，主要活躍在當地的唐人街及華人社區。

### 英國
1964年，14K是第一個進入英國的三合會組織，當年英國工黨政府鼓勵大規模移民，來自香港的移民大量湧入後，其他三合會組織才陸續進入英國。14K主要活躍於伯明翰、利物浦、曼彻斯特及英格蘭北部地區，但在倫敦唐人街也擁有強大勢力，曾與對手「和勝和」及福建「蛇頭幫」發生地盤爭奪戰。現時14K是英國境內規模僅次於「和勝和」的第二大三合會組織
2003年6月3日，涉嫌為14K成員的游義和在倫敦唐人街被槍殺，當時警方正在調查其與人口販運的關聯。14K與「和勝和」曾為爭奪格拉斯哥的非法產業發生衝突，但兩幫也曾在蘇格蘭合作走私香煙。同年7月，「和勝和」成員在格拉斯哥的 Sauchiehall Street 龍鳯酒樓外持開山刀伏擊14K成員，雙方因保護費利益糾紛發生激烈衝突。 

### 泰國到歐洲
在1966至1990年代，14K與泰國曼谷黑幫「飛虎堂」及日本「山下幫」結盟成國際販毒夥伴；他們的主要犯罪活動包括從泰國進口海洛因，並從香港輸出興奮劑到日本及亞洲各地，再轉至荷盧三國（荷蘭、比利時、盧森堡）的14K堂口，成員通常分為七至十人的小組，主要駐紮在荷蘭阿姆斯特丹，作為將海洛因轉運至歐洲其他地區的中轉站。14K是法國最活躍的三合會之一，並與土耳其、阿爾巴尼亞及尼日利亞的犯罪集團合作進行海洛因交易。

### 美國
1970年代起，14K在美國的勢力遍布紐約、加州、芝加哥、波士頓及休士頓。14K與舊金山的「華青幫」有聯繫。在波士頓唐人街則發展出「平安幫」，創幫人名叫「Stephen Tse」，江湖綽號「Sky Dragon」，謝氏在抵達美國前則為14K之成員。
美國14K頭目Frank Ma，於1980年代非法移民至美國。他的犯罪生涯始於波士頓與舊金山，後來定居紐約皇后區，並與「安良堂」及其青年幫派「鬼影幫（Ghost Shadows）」，以及「合勝堂」及其青年幫派「飛龍幫（Flying Dragons）」建立關係。在皇后區，他負責管理海洛因交易、非法賭博、豪車竊盜網、敲詐勒索及偷渡人口。為了保護其犯罪事業，Frank Ma下令進行多起謀殺。1996年，他為了躲避警方追捕逃往中國，後來又返回美國，並於2003年被捕。2010年，他因謀殺與毒品罪名被判處無期徒刑。執法機構將Frank Ma容為「最後一代的亞洲黑幫教父」之一。

### 加拿大
14K於1976年在加拿大多倫多建立據點，並在1970年代積極在加拿大華裔社區招募新成員，同時也從香港引入人手。1988年，加拿大刑事情報局（CISC）估計，多倫多14K分會約有150名成員，積極參與海洛因販運、人口走私、盜竊及勒索等犯罪活動。此外，知名的「三哥」犯罪集團由14K及其他三合會組織組成，並與加拿大的「大圈幫」有深厚淵源。

### 日本
1980年代，14K在日本福岡、大阪、札幌和東京設立分支，每個分支至少擁有1,000名成員。14K在日本涉足偽造信用卡犯罪，並與當地的黑道組織合作，大量輸入非法中國移民。

### 南非
在南非，14K旗下的兩個派系，考字堆和毅字堆，是南非境內七個活躍的華人犯罪組織之一，在開普敦和約翰內斯堡均有勢力，主要從事勒索和鮑魚走私。2000年，非法將鮑魚出口至香港的估計總收入達3,200萬美元。

### 紐西蘭
14K於1980年代進入紐西蘭，是紐西蘭最強大的亞洲犯罪集團。他們從香港與中國大陸進口偽麻黃鹼（pseudoephedrine），這種化學物質是非法製造甲基安非他命（冰毒）的前驅物，並將其販售給當地的販毒幫派「獵頭幫（Head Hunters）」與「地獄天使幫（Hells Angels）」。
2008年8月，一群自稱14K的人涉嫌在紐西蘭的奧克蘭Papatoetoe地區高調地參與綁架一個中國家庭。但在支付贖金之前，人質已被發現。

## 流行文化
2007年11月1日，有組織罪案及三合會調查科在預先知會傳媒情況下高調搜查五間本地家居用品店「住好啲」的店舖、貨倉及該公司的辦公室，檢獲88件印有「拾肆K」字樣的T恤，以及五百多張明信片，拘捕9女8男，包括公司老闆、設計師及售貨員，涉嫌管有三合會有關物品。但在警方拘捕一事前所售賣的整批物品兩個月內均未受到任何投訴。事前亦無相關警告，引起了部分香港創作人士的反感。是次搜查及拘捕行動亦受到部分輿論批評。及後警方在向律政署索取法律意見後，撤銷起訴。
2023年電影《風再起時》中亦有影射此黑幫組織，由吳卓羲飾演「十四堂(影射14K)」頭目郭兆雄。